# Alfonso López Quintás
Alfonso López Quintás (Santiago de Franza, Mugardos, 21 de abril de 1928) es un filósofo, pedagogo y sacerdote español. Doctor en Filosofía, catedrático emérito de Estética de la Universidad Complutense de Madrid y académico de la Real Academia de Ciencias Morales y Políticas. En 1987 fundó la Escuela de Pensamiento y Creatividad, integrada en la Fundación López Quintás en 2007. En 2023, la fundación y la Universidad Francisco de Vitoria se unen para crear el Instituto López Quintás para fomentar y divulgar la obra del profesor.

## Biografía
Su labor investigadora se ha centrado en la Hermenéutica y Metodología filosófica, así como en teoría de los valores, manipulación del lenguaje, formación ética a través de la literatura y formación de los jóvenes. Estudioso del pensamiento existencial, dialógico y personalista, es uno de los mayores divulgadores del pensamiento de Romano Guardini en España, de quien ha traducido y prologado varias de sus obras.
Es presidente de Honor en España de Ayuda a la Iglesia Necesitada, obra pontificia que presidió de 1973 hasta 2003.

## Obras
- Metodología de lo suprasensible: descubrimiento de lo superobjetivo y crisis del objetivismo, Madrid, Editora Nacional, 1a, 1963 [Editorial UFV, 2015].
- Pensadores cristianos contemporáneos I: Haecker, Ebner, Wust, Przywara, Zubiri, Madrid, Biblioteca de Autores Cristianos, 1a 1967.
- Hacia un estilo integral del pensar I: Estética (Conocer y sentir. Arte abstracto y arte sacro), Madrid, Editora Nacional, 1967.
- Hacia un estilo integral del pensar II: Metodología, Antropología (La integración, tarea del hombre actual. Colaboración e investigación), Madrid, Editora Nacional, 1967.
- Filosofía española contemporánea: temas y autores, Madrid, Biblioteca de Autores Cristianos, 1a 1970.
- Metodología de lo suprasensible II: el triángulo hermenéutico, Palma de Mallorca, Publicaciones de la Facultad de Filosofía y Letras, 2a, 1970.
- El pensamiento filosófico de Ortega y D'Ors, Madrid, Guadarrama, 1a, 1972.
- Cinco grandes tareas de la filosofía actual: la ampliación de la experiencia filosófica, Madrid, Gredos, 1a, 1977 [Editorial UFV, 2015].
- Necesidad de una renovación moral, Valencia, EDICEP, 1994.
- Cómo formarse en ética a través de la literatura: análisis estético de obras literarias, Madrid, Rialp, 1a, 1994.
- El poder del diálogo y del encuentro: Ebner, Haecker, Wust, Przywara, Madrid, Biblioteca de Autores Cristianos, 1a 1997.
- (con Villapalos, Gustavo) El libro de los valores, Barcelona, Planeta, 5a 1997.
- Estética de la creatividad: juego, arte, literatura, Madrid, Rialp, 1a 1998.
- La revolución oculta: manipulación del lenguaje y subversión de valores, Madrid, PPC, 1998.
- El conocimiento de los valores: introducción metodológica, Estella, Ed. Verbo Divino, 1999.
- La verdadera imagen de Romano Guardini: ética y desarrollo personal, Pamplona, Eunsa, 1a 2001.
- Inteligencia creativa: el descubrimiento personal de los valores, Madrid, BAC, 2002.
- La cultura y el sentido de la vida, Madrid, Rialp, 2002.
- La experiencia estética y su poder formativo, Bilbao, Ed. Universidad de Deusto, 2004.
- La defensa de la libertad en la era de la comunicación, Madrid, PPC, 2004.
- Estética musical: el poder formativo de la música, Valencia, Rivera, 2005.
- Liderazgo creativo: hacia el logro de la excelencia personal, Oviedo, Ediciones Nobel, 2005.
- Cuatro personalistas en busca de sentido: Ebner, Guardini, Marcel, Laín, Madrid, Rialp, 1a 2009.
- 15 días con Romano Guardini, Madrid, Ciudad Nueva, 1a 2010.
- Literatura francesa del siglo XX: Sartre, Saint-Exupéry, Camus, Anouilh, Beckett, San José (Costa Rica), Promesa, 1a 2011.
- La ética: o es transfiguración o no es nada, Madrid, BAC, 2014.
- La mirada profunda y el silencio de Dios: una antropología dialógica, Madrid, Editorial UFV, 2019.

### Tesis doctorales sobre López Quintás
- Tejero del Río, Ángel: Diagnosis de la filosofía actual y hermenéutica según Alfonso López Quintás, Collegio Internazionale Agostiniano “Santa Mónica”, Roma 1979.
- Asensi Durán, María José: La teoría de la personalidad subyacente en el Proyecto Líderes de Alfonso López Quintás, Universidad Pontificia Salesiana, Roma 1993.
- Barros, Carmen: El alumbramiento de los valores según Alfonso López Quintás, Universidad de Valparaíso (Chile), 1998.
- Castellanos Tamez, Claudia: La teoría lúdico ambital de Alfonso López Quintás y sus aportaciones a la educación estética, Universidad Panamericana, México 1998.
- Caballero, Sara: Fundamentación de los derechos humanos a la luz de la teoría de los ámbitos de Alfonso López Quintás, Universidad Carlos III, Madrid 2001.
- Perissé, Gabriel: Filosofía, Ética e Literatura: a proposta pedagógica de Alfonso López Quintás, FEUSP, Porto 2003.
- Moreno, Ignacio: La filosofía de la música desde el descubrimiento de lo superobjetivo en la obra de López Quintás, Univ. de Deusto, Bilbao 2004.
- Rocha de Campos Brandao, Silvia Regina: O método formativo de Alfonso López Quintás: fundamentos filosóficos e experiencia educativa, Faculdade de Educaçao da Universidade de Sao Paulo, 2005.
- Cerini de Reffino, Ana de Lourdes, El humanismo pedagógico en el debate pedagógico contemporáneo. Centralidad de la persona humana en el pensamiento de Juan Mantovani, Ismael Quiles y Alfonso López Quintás.
- López-Villalta Martínez, Javier: Fundamentación de un paradigma empresarial de liderazgo ético en el personalismo dialógico-ambital de Alfonso López Quintás. Universidad Pontificia de Salamanca, 2015. Premio Extraordinario a la mejor tesis Cum Laude de la Facultad de Filosofía de la U.P. de Salamanca 2015.
- González Iglesias, Sonia: El poder transfigurador del encuentro en el desarrollo integral del adolescente. Una aplicación desde el método de López Quintás. Universidad Francisco de Vitoria, Madrid 2016.)

## Distinciones y premios
- Doctor honoris causa por la Universidad Francisco de Vitoria[4]